# Karl Riefstahl
Karl Wilhelm Riefstahl (* 27. Dezember  1808 in Stralsund; † 31. Juli 1845 in Greifswald) war ein deutscher Geiger, Komponist und Musikjournalist.

## Leben
Riefstahl studierte bei Andreas Abel (1782–1846) in Greifswald sowie bei Bernhard Klein in Berlin. Ab 1833 wirkte er in München, wo er mit Karl Gutzkow befreundet war. 1836 bis 1838 war er in Frankfurt am Main tätig, dort erwarb er sich einen ausgezeichneten Ruf als Virtuose. Anschließend wurde er zum Konzertmeister in Sankt Petersburg ernannt. 1842 dehnte er seine Konzertreisen auch nach Schweden aus, im November und Dezember trat er sowohl in Stockholm (im Börshuset und im Opernhaus) als auch auf dem Lande auf. 
1844 bewarb er sich um die Stelle des Konzertmeisters am Hoforchester in Hannover, unterlag jedoch Friedrich Wilhelm Lübeck, der die Stelle im folgenden Jahr erhielt.
Kurz vor seinem Tod verlobte er sich mit der Tochter eines Professors der Universität Greifswald. Er starb „nach dreitägiger Krankheit an der Hirnentzündung“.
Riefstahl gehörte zu den Mitarbeitern der von Robert Schumann herausgegebenen Neuen Zeitschrift für Musik, mit dem er in den Jahren 1834 bis 1842 auch korrespondierte.

## Werke (Auswahl)
- Souvenir de Somnambule. Introduction et Variations für Violine und Orchester op. 1, Hamburg: Schuberth 1843
- Variations sur la dernière pensée de C. M. de Weber für Violine und Klavier op. 2, Berlin: Bote & Bock 1844
- Introduction et variations für Violine und Klavier op. 5, Berlin: Trautwein 1845
- Fantasie über ein Thema aus der Oper Lucia di Lammermoor für Violine und Orchester op. 7, Hannover: Bachmann 1845